# Daihatsu
Daihatsu — японська автомобілебудівна компанія, яку було утворено 1951 року як наступника організації Hatsudoki. В 1960-х роках було розпочато експорт автомобілів у країни Європи. З 2013 року в Європу офіційно не поставляють нові авто.
З серпня 2016 року компанія стала дочірньою компанією Toyota Motor Corporation. Станом на 2021 рік на частку Daihatsu припадає чотири відсотки від загального обсягу продажів автомобілів Toyota Group..

## Історія компанії
- 1907 — заснована Hatsudoki Seizo Co., Ltd
- 1951 — Компанія перейменована на: Daihatsu Motor Co., Ltd.
- 1967 — Підписано угоду з Toyota Motor Corporation
- 1988 — розпочато виробництво Daihatsu в США, почали з  Charade та  Rocky
- 1992 — припинено виробництво Daihatsu в США
- 1999 — Toyota купує контрольний пакет акцій (51%) в Daihatsu Motor Ltd.

## Перелік моделей

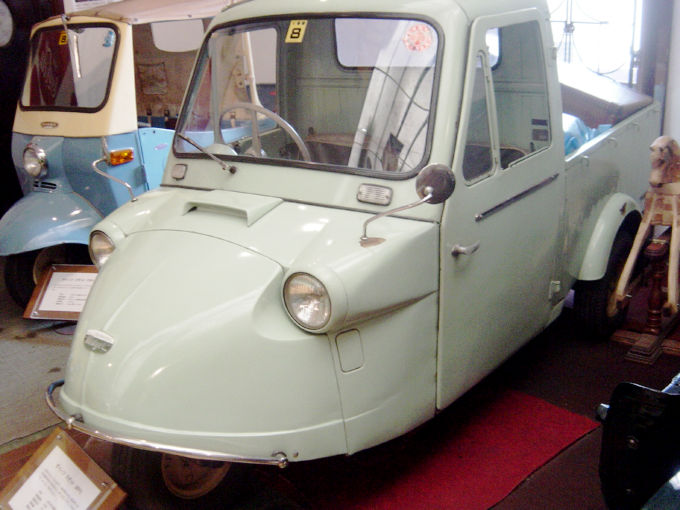
Daihatsu Midget MP4

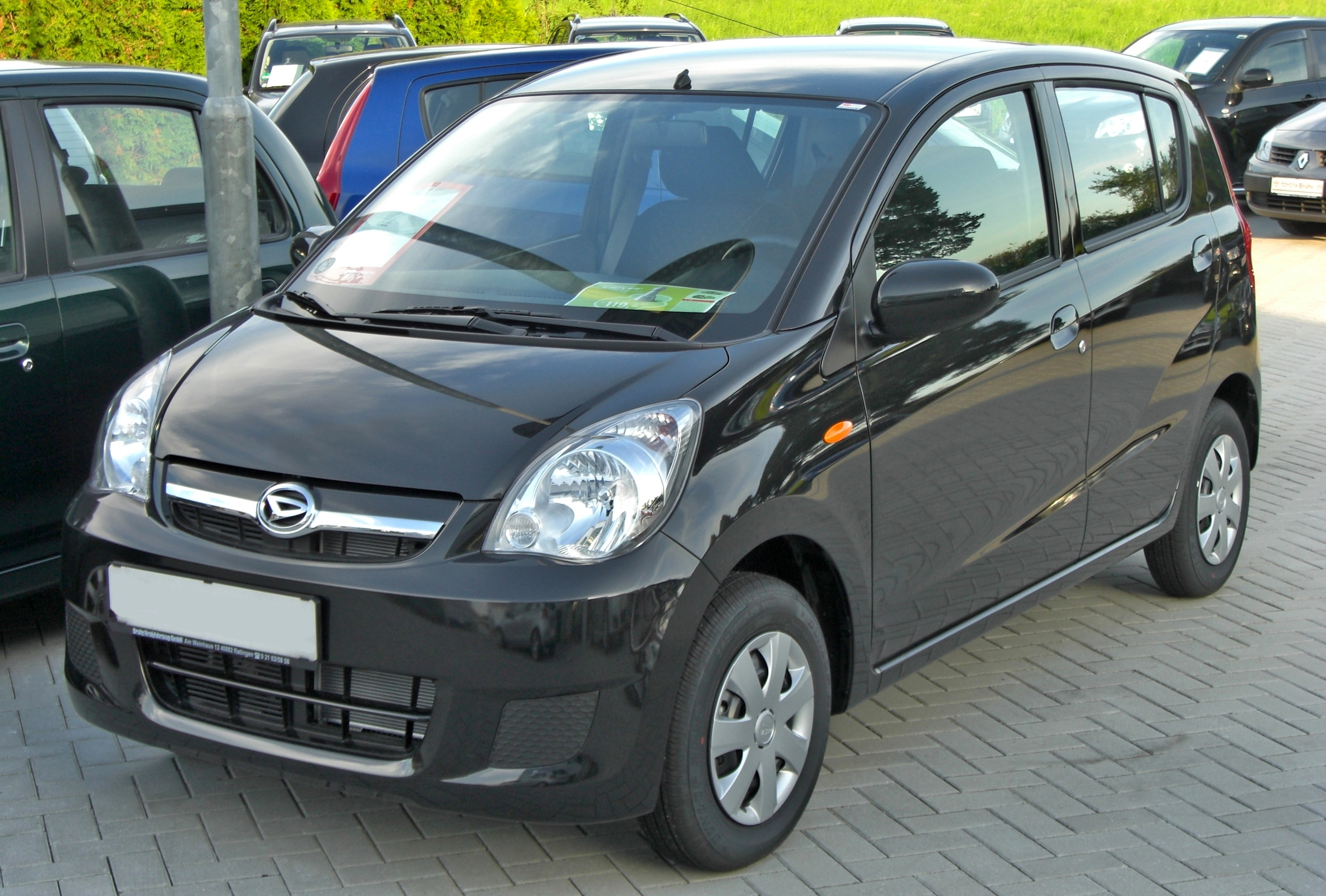
Daihatsu Cuore

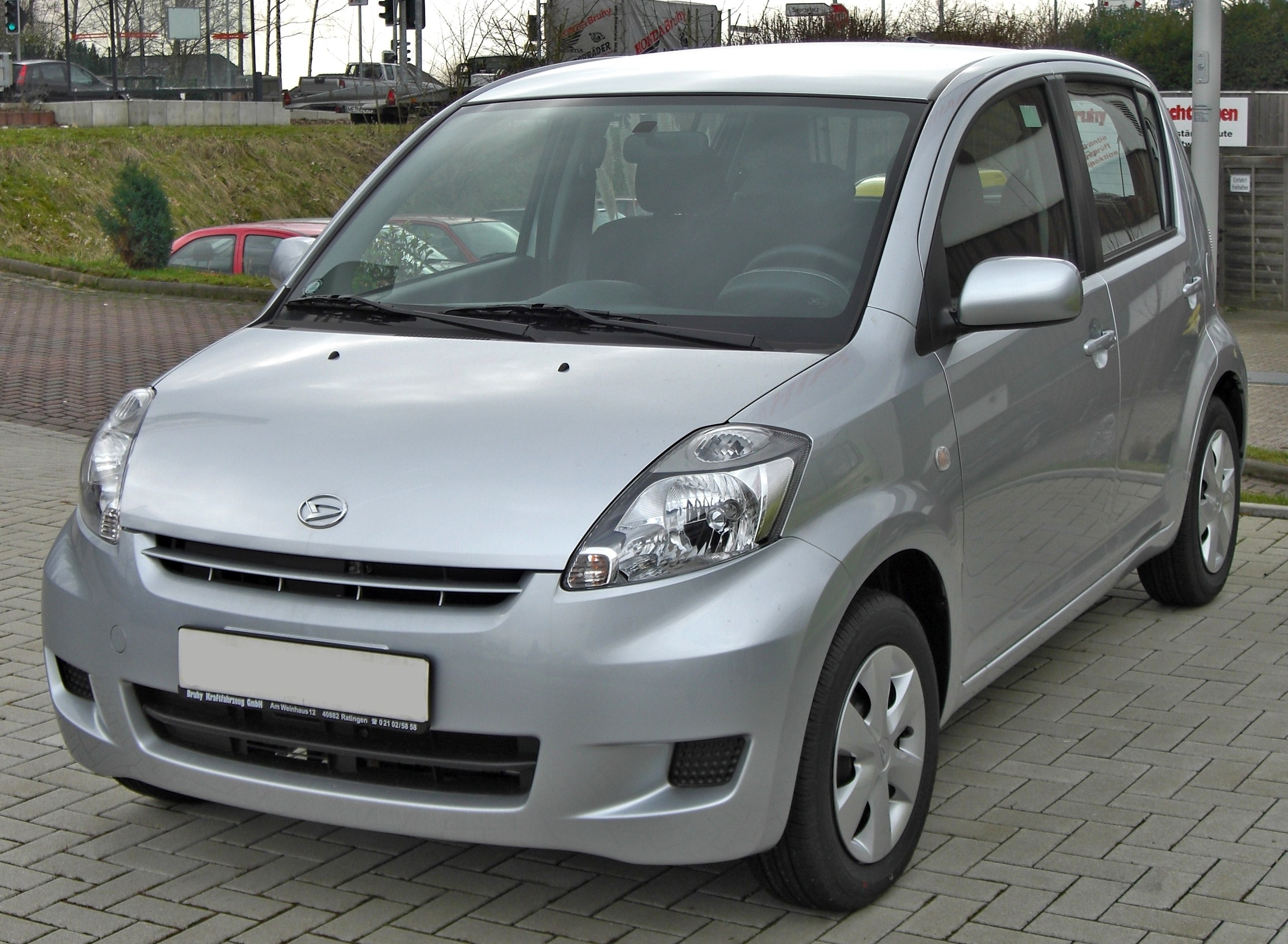
Daihatsu Sirion

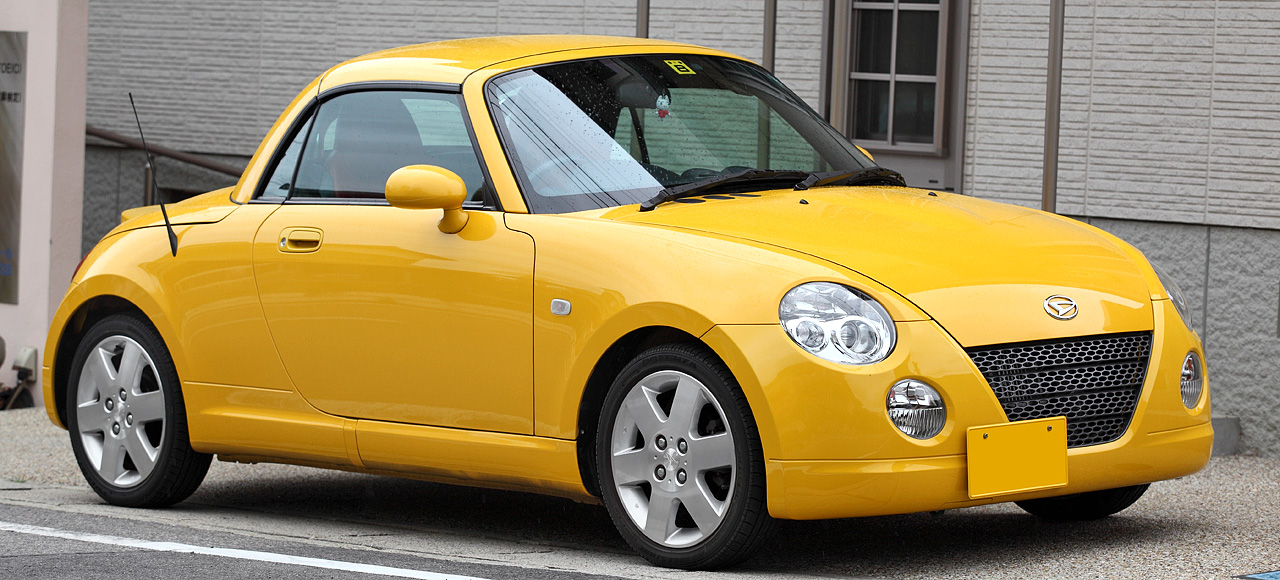
Daihatsu Copen

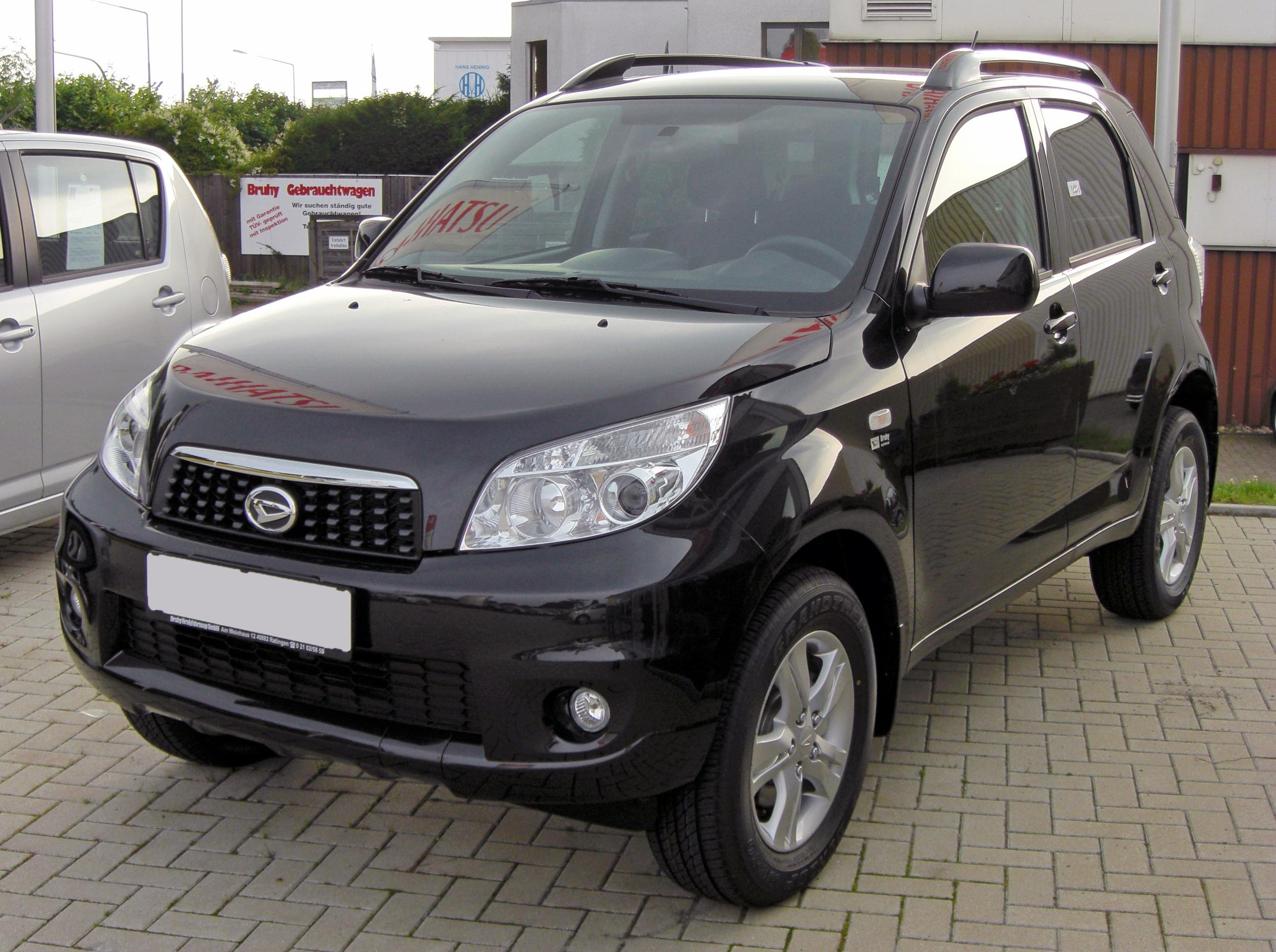
Daihatsu Terios II

- Altis / Toyota Corolla Altis, Toyota Camry
- Applause
- Atrai
- Bee
- Ceria
- Charade
- Charmant / Toyota Corolla
- Compagno
- Consorte
- Copen
- Cuore
- Domino
- Esse
- Grand Move/Pyzar
- Gran Max
- Fellow Max
- Fourtrak / Toyota Blizzard
- Hijet
- Luxio
- Materia/Coo / Toyota bB
- Max
- Midget
- Mira
- Move
- Leeza
- Naked
- Opti
- Rocky
- Sirion/Storia / Toyota Duet
- Sirion/Boon / Toyota Passo
- Sonica
- Sportrak
- Taft
- Tanto
- Taruna
- Terios / Toyota Cami
- Terios/Be-Go / Toyota Rush
- Valera
- Xenia / Toyota Avanza
- YRV